# Silene herminii
Silene herminii là loài thực vật có hoa thuộc họ Cẩm chướng. Loài này được (Welw. ex Rouy) Welw. ex Rouy miêu tả khoa học đầu tiên năm 1895.